# Holnis (Schiff)
Die Holnis war ein Tagespassagierschiff der Förde-Reederei in Flensburg. Die Reederei gab sie als drittes Schiff nach dem Zweiten Weltkrieg bei der Husumer Schiffswerft nach den gleichen Linien der Vorgängerschiffe Glücksburg und Mürwik in Auftrag, um den gestiegenen Bedarf an Schiffsraum für Einkaufsfahrten auf der Flensburger Förde befriedigen zu können. Diese Fahrten wurden wegen des zollfreien Verkaufs von Lebens- und Genussmitteln „Butterfahrten“ genannt. Die Holnis lief am 9. April 1961 vom Stapel, wurde von der Frau des damaligen Aufsichtsratsvorsitzenden des Auftraggebers auf den Namen der Halbinsel Holnis getauft und im Juni 1961 übergeben. Im gleichen Monat kam sie zwischen Flensburg und Kollund in Fahrt und verblieb in diesem Dienst, die längste Zeit. In den 80er Jahren wurde das Schiff kurzzeitig von Havneby/Rømø aus eingesetzt und machte auch Einkaufsfahrten von Damp aus. Auch die Holnis wurde gleich ihren Schwesterschiffen 1974 in Kiel mit einem geschlossenen Aluminiumaufbau auf dem Oberdeck versehen. 1986 wurde die Holnis über einen Zwischenhändler nach Nigeria verkauft, am 31. März des Jahres in Hamburg zusammen mit der Meierwik auf das Schwergutschiff Stella Prima verladen und nach Lagos verschifft. Dort angekommen erhielt die Holnis den Namen Bonny und wurde zusammen mit der in Akassa umbenannten Meierwik als Fahrgastschiff eingesetzt. Beide Schiffe wurden nach kurzer Zeit wegen technischer Probleme aufgelegt. Sie kamen nicht mehr in Fahrt und verkamen zu Wracks.